# Franz-Josef Kaup

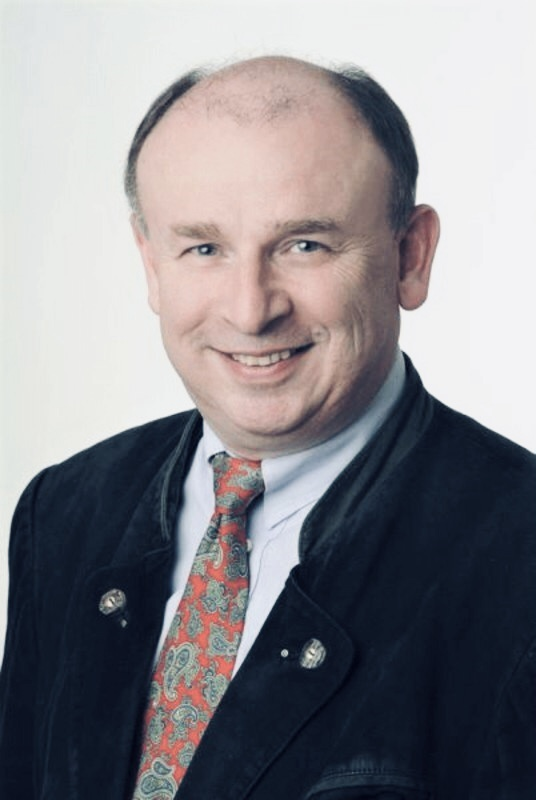
Franz-Josef Kaup

Franz-Josef Kaup (* 23. April 1954 in Gelsenkirchen-Buer) ist ein deutscher Tierarzt und Veterinärpathologe.

## Leben
Nach der Geburt im Marienhospital in Gelsenkirchen-Buer wuchs er in Herten/Westfalen auf, machte 1973 das Abitur am mathematisch-naturwissenschaftlichen Gymnasium in Herten/Westfalen und  studierte nach der Wehrpflicht (letzter Dienstgrad Oberfeldveterinär der Reserve) Tiermedizin an der Tierärztlichen Hochschule Hannover (1974–1979). Während des Studiums war er Stipendiat des Instituts für Begabtenförderung der Konrad-Adenauer-Stiftung und Mitglied der katholischen Studentenverbindungen KDStV Saxo-Silesia im Cartellverband der katholischen deutschen Studentenverbindungen. Nach Promotion (1982), Fachtierarztprüfung als Pathologe (1985) und Habilitation (1992) im Institut für Pathologie der Tierärztlichen Hochschule Hannover wechselte er an das Deutsche Primatenzentrum Göttingen (DPZ), wo er bis 2017 als Abteilungsleiter der Infektionspathologie, Tierschutzbeauftragter, Leiter der Primatenhaltung und stellvertretender Direktor tätig war. Im Jahr 2000 erhielt er in einem gemeinsamen Berufungsverfahren mit dem DPZ die Professur für Versuchstierpathologie an der Tierärztlichen Hochschule Hannover. Er ist Diplomate des European College of Veterinary Pathology (ECVP) und des European College of Laboratory Animal Medicine (ECLAM).
Nach seiner Pensionierung leitete er die VMTA-Schule der Tierärztlichen Hochschule Hannover bis 2023 und war bis 2024 Tierschutzbeauftragter des Jagdgebrauchshundverbandes (JGHV). Von 2006 bis Ende 2021 war er Vizepräsident der Tierärztekammer Niedersachsen.
Franz-Josef Kaup ist mit Beate Kaup geb. Ehrgott verheiratet und hat fünf Kinder, drei davon aus erster Ehe mit der früh verstorbenen Mechthild Kaup geb. Wallmann.

## Forschungsschwerpunkte
Als wissenschaftlicher Assistent in der Elektronenmikroskopie des Instituts für Pathologie der TiHo war der Schwerpunkt der Arbeiten ultrastrukturelle Alterationen (TEM) des Respirationstrakts (Schocklunge, chronisch obstruktive Bronchitis der Pferde) und des Magen-Darm-Traktes bei Kälbern. Nach seinem Wechsel an das Deutsche Primatenzentrum beschäftigte er sich mit der Pathologie experimentell induzierter Virusinfektionen bei Primaten (SIV, Pox) und resultierenden Veränderungen. Als Versuchstierpathologe sind sein Spezialgebiet die Krankheiten nicht menschlicher Primaten.
Neben seiner wissenschaftlichen Tätigkeit als Leiter der Abteilung Infektionspathologie war er ebenfalls als Leiter verantwortlich für die Primatenhaltung. Über diese Tätigkeiten war er eingebunden in verschiedene Forschungsvorhaben, z. B. zu Prionenerkrankungen und Xenotransplantation. Seine Arbeiten sind in über 250 Veröffentlichungen in Zeitschriften, Büchern oder Kongressbänden dokumentiert.
Zudem galt neben den wissenschaftlichen Tätigkeiten in der Primatologie sein Interesse den Wildtierkrankheiten.

## Sonstige Tätigkeiten
Als Spezialist für die Haltung nicht menschlicher Primaten in der Obhut des Menschen hat sich Franz-Josef Kaup mit zahlreichen Fragen des Tierschutzes bei Tierversuchen befasst. Er war Tierschutzbeauftragter des Deutschen Primatenzentrums Göttingen und der Tierärztlichen Hochschule Hannover sowie Mitglied in Tierschutz-Kommissionen nach § 15 TierSchG in Tübingen, Braunschweig, Münster und Hamburg. Außerdem war er als Sachverständiger für Tierschutzfragen bei der Gesellschaft für Primatologie GfP tätig und ist stellvertretendes Mitglied des Tierschutzbeirates Niedersachsen.
Wissenschafts- und berufspolitisch engagierte er sich als Vorsitzender der Vereinigung der Wildbiologen Deutschlands VWJD (2006–2010) und als Generalsekretär der International Union of Game Biologists (IUGB) (2007–2014). Er war Vorstandsmitglied der Akademie für tierärztliche Fortbildung (ATF) (2012–2016) und engagierte sich viele Jahre in der Tierärztekammer Niedersachsen und in der Bundestierärztekammer, wo er mehrere Jahre den Vorsitz des Ausschusses für Versuchtierkunde innehatte. Von 2006 bis 2019 war er Vizepräsident der Tierärztekammer Niedersachsen und vorher bereits im dortigen Vorstand aktiv.
Er engagierte sich fast 10 Jahre als Ortsbürgermeister von Otternhagen und saß im Rat der Stadt Neustadt am Rübenberge.

## Auszeichnungen
- 1983: Detweiler-Preis durch Deutsche Gruppe der World Small Animal Association WSAVA
- 1989: Gustav-Rosenberger-Gedächtnispreis der Tierärztlichen Hochschule Hannover
- 2008: Distinguished Professor Award der Asian Foundation for the Advancement of Veterinary and Animal Science, Korea (AFAVAS)
- 2017: Ehrenmitglied der European Primate Veterinarians
- 2018: Ehrennadel der Bundestierärztekammer
- 2019: Verdienstmedaille der Tierärztekammer Niedersachsen

## Veröffentlichungen (Auszug)
- Licht- und elektronenmikroskopische Untersuchungen zur Normalstruktur der Rattenlunge und ihre Veränderungen im protrahierten Schockgeschehen. Dissertation. Tierärztliche Hochschule, Hannover 1982.
- Die Normalstruktur der Darmbarriere des neugeborenen Kalbes und ihre Alterationen im Verlauf hypoxischer Situationen. Habilitationsschrift, Tierärztliche Hochschule Hannover. Verlag Mainz, Aachen 1992, ISBN 3-925714-78-2.
- mit W. Drommer und E. Deegen (Hrsg.): Ultrastructural findings in horses with chronic obstructive pulmonary disease (COPD). I. Alterations of the larger conducting airways; Ultrastructural findings in horses with chronic obstructive pulmonary disease (COPD). II. Pathomorphological changes of the terminal airways and the alveolar region. In: Equine Vet. J. Band 22, 1990, S. 343–355.
- mit S. J. Bruno, K. Mätz-Rensing und T. Schneider (Hrsg.): Tubuloreticular structures in rectal biopsies of SIV-infected rhesus monkeys (Macaca mulatta). In: Ultrastruct. Pathol. Band 29, 2005, S. 357–366.
- mit K. Mätz-Rensing, C. Stahl-Hennig, M. Kramski, G. Pauli und H. Ellerbrok (Hrsg.): The pathology of experimental calpox virus infection in common marmosets (Callithrix jacchus): further characterization of a new primate model for orthopox virus infections. In: J. Comp. Pathol. Band 164, 2012, S. 230–242.
- mit M. Längin u. v. a. Consistent success in life-supporting porcine cardiac xenotransplantion. In Natur 564 (7736), 2018, S. 430–433.
- mit A. Gautschi, W. Rothe, W. Puchmüller (Hrsg.): Ferdinand Wallmann. Ein Forstverwaltungsbeamter und Schweißhundführer der alten Zeit, dargestellt anhang seines Nachlasses. Nimrod-Verlag, Melsungen, 2019.
- Vom Internationalen Ring der Jagdwissenschaftler zur IUGB und die Rolle des VWJD. In: Andreas König, Jörg Brün, Christof Janko (Hrsg.): Wildbiologische Forschungsberichte. Zwei Tagungsbeiträge, Wildtiere und Industriegesellschaft (2011 in Freising) Wildtiere in Raum und Zeit (2012 in Bonn). Kessel Verlag, 2014, ISBN 978-3-941300-88-0.
- Nichtmenschliche Primaten als Tiermodell in der biomedizinischen Forschung einschließlich Xenotransplantation. In: J. Sautermeister (Hrsg.): Tierische Organe in menschlichen Körpern. Biomedizinische, kulturwissenschaftliche, theologische und ethische Zugänge zur Xenotransplantation. mentis Verlag, 2018, ISBN 978-3-95743-011-3, S. 95–106.
- Publikationen bei PubMed: https://pubmed.ncbi.nlm.nih.gov/?term=kaup+fj